# Alonso II de Fonseca
Alonso II de Fonseca o Alonso de Fonseca y Acevedo (Salamanca, 1440-Santiago de Compostela, 12 de marzo de 1512), fue un clérigo y arzobispo español.

## Ascendencia
Hijo de Diego González de Acevedo y de su esposa Catalina de Fonseca y Ulloa, hija del doctor Juan Alonso de Ulloa, consejero real de Juan II de Castilla y de su esposa Beatriz Rodríguez de Fonseca, hija del señor portugués de Olivenza, Barqueiros, Sousel y Panóias, Pedro Rodríguez de Fonseca, que fue guarda mayor de Juan I de Castilla, y de su esposa Inés Díaz Botelho. 
Fueron sus hermanos: 
- Luis de Acevedo y Fonseca, casado con Teresa Dasmariñas de Haro.
- Aldonza de Acevedo y Fonseca, primera esposa de su primo Lope Sánchez de Ulloa y Moscoso, I conde de Altamira.
- Juana de Acevedo y Fonseca, casada con Rodrigo de Mendoza y Córdoba, señor de Santa Cecilia y de la Casa de Almanza, con descendencia.
- María de Acevedo y Fonseca, casada con Pedro de Vega.

Su padre era el hijo unigénito y póstumo de Juan González de Acevedo, fallecido en Salamanca el 24 de marzo de 1424, Doctor, Leyente en la Universidad de Salamanca, sepultado en la Iglesia de San Francisco de Salamanca con su mujer Aldonza Díaz Maldonado, nacida alrededor de 1406, con la cual casaría en 1424. Nieto paterno de Martín González de Acevedo que pasó a Castilla y del que descienden los condes de Monterrey por varonía, los condes de Fuentes de Valdepero y los de Ayala con los marqueses de Monterroso y no usan las armas de los de Portugal. Hijo segundo de Gonzalo Vázquez de Acevedo (I señor de la Lourinhã, de Figueiró dos Vinhos y de Pedrógão Grande, alcaide mayor de Santarém y de Torres Novas y I mariscal del Reino de Portugal) y de su esposa Inés Alfonso.

## Biografía

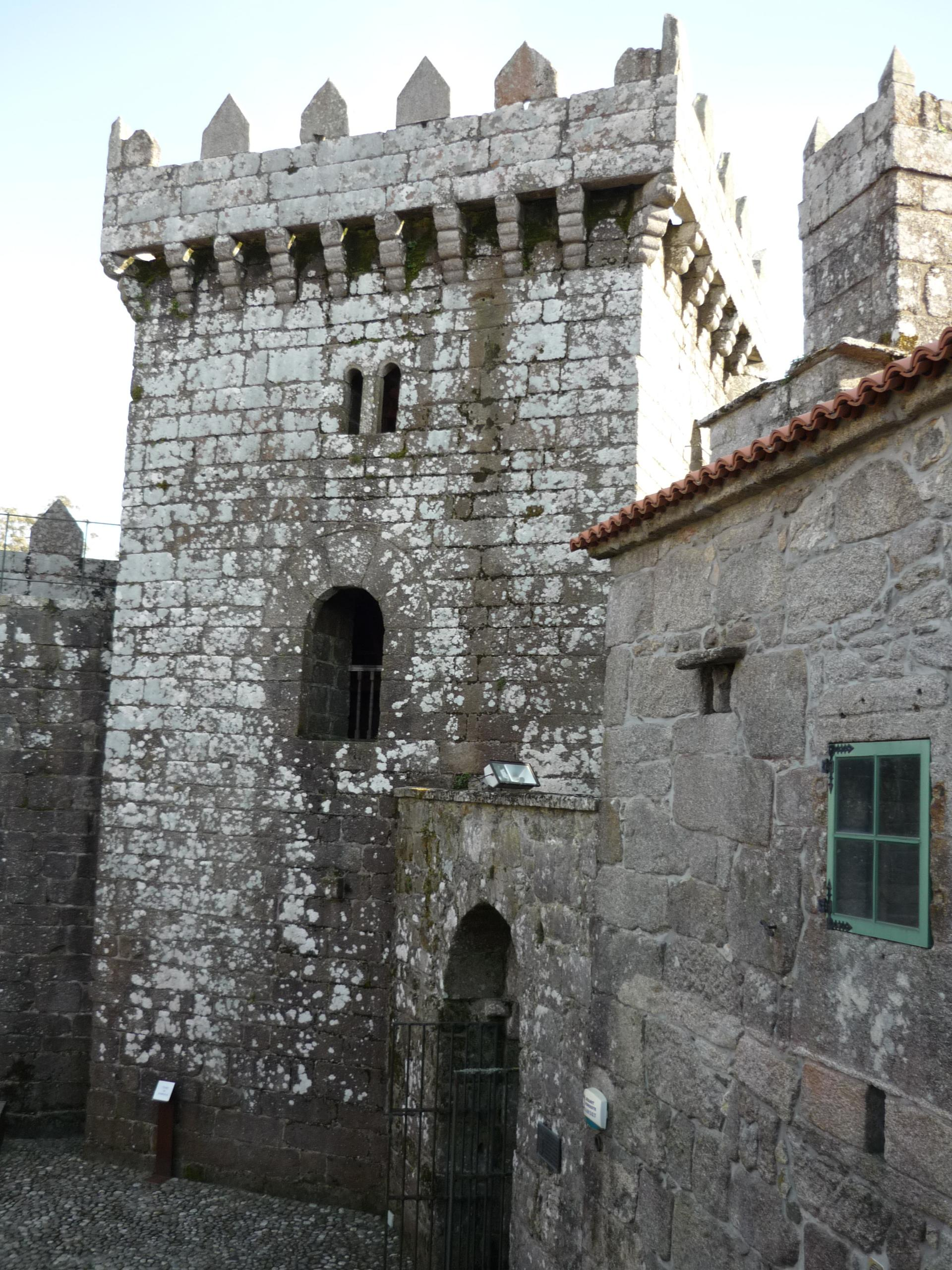
Castillo de Vimianzo, donde estuvo preso dos años el Arzobispo.

Fue nombrado arzobispo de Santiago de Compostela, y participó en trifulcas en Castilla y en Galicia apoyando a su pariente Rodrigo Maldonado de Talavera en detrimento del pariente de su hermanastro Bernardo Yáñez de Moscoso. Fue condenado a dos años de cárcel en Noya (La Coruña) entre 1465 y 1467, que pasó en el castillo de Vimianzo. El intento familiar de pagar un rescate por Alonso II con dinero y joyas de la catedral santiaguesa provocó un gran escándalo y un destierro de diez años.

Para cumplir esta condición, en 1464 intercambió sede con su tío materno Alonso I de Fonseca, arzobispo de Sevilla, y cada uno fue a la sede del otro como administradores apostólicos. Arreglados los problemas por Alonso I en menos de cinco años, quiso volver a Sevilla pero su sobrino se negó (1469). Hubo de recurrir a la fuerza, con intervención armada del duque de Medina Sidonia y de Beltrán de la Cueva apoyado en la visita de Enrique IV a Sevilla para hacerse obedecer y en la bula papal de Pío II de 18 de octubre, a la que Alonso II, enamorado de Sevilla, no hacía caso. De este episodio nació el dicho El que se fue de Sevilla, perdió su silla. 

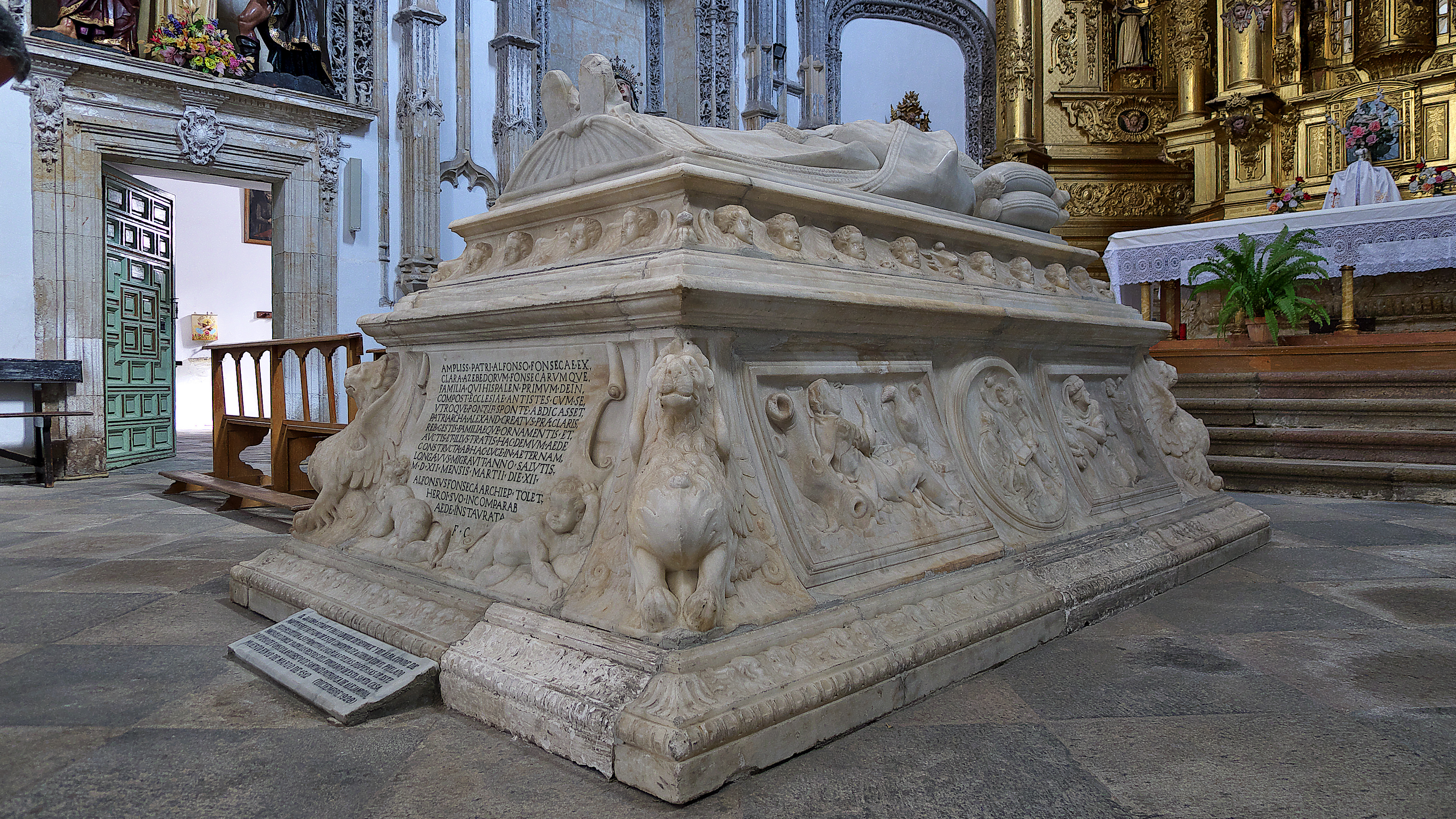
Sepulcro del arzobispo Alonso de Fonseca y Acevedo en el Convento de la Anunciación de Salamanca.

Con su prima María de Ulloa, señora de Cambados, tuvo dos hijos: Diego de Acevedo Fonseca y Ulloa, señor de Babilafuente, casado con su prima y pariente de su tío por afinidad Francisca de Zúñiga y Ulloa, II condesa de Monterrey, fallecida en 1526, y Alonso de Fonseca y Ulloa, señor de Cambados, arzobispo de Toledo, primado de las Españas.
De 1506 a 1508 fue patriarca latino titular de Alejandría.
Todavía en vida, 1507, quiso retirarse y promovió como sucesor en la sede a su hijo Alonso de Fonseca y Ulloa, también conocido como Alonso III de Fonseca, tras un breve interregno de Pedro Luis de Borja (sobrino del papa Alejandro VI), para soslayar la prohibición de que un hijo sucediera al padre en una silla episcopal.
Murió cinco años después (1512), y está enterrado en el Convento de las Úrsulas de Salamanca, que él había hecho ampliar notablemente.
| Predecesor: Rodrigo de Luna     | Arzobispo de Santiago 1460-1465                  | Sucesor: Alonso I de Fonseca    |
| Predecesor: Alonso I de Fonseca | Arzobispado de Sevilla (administrador) 1465-1469 | Sucesor: Alonso I de Fonseca    |
| Predecesor: Alonso I de Fonseca | Arzobispo de Santiago 1469-1507                  | Sucesor: Pedro Luis de Borja    |
| Predecesor: Bernardino Caraffa  | Patriarca latino titular de Alejandría 1506-1508 | Sucesor: Christophoro del Monte |